# Шатилово (Новодеревеньковский район)
Шатилово — посёлок в Новодеревеньковском районе Орловской области России. 
Входит в Суровское сельское поселение в рамках организации местного самоуправления и в Суровский сельсовет в рамках административно-территориального устройства.

## География
Расположен в 17 км к северу от райцентра, посёлка городского типа Хомутово, и в 88 км к востоку от центра города Орёл.

## Население
| 2002 | 2010 |
| ---- | ---- |
| 559  | ↘437 |

Согласно результатам переписи 2002 года, в национальной структуре населения русские составляли 90 % от жителей.